# Nejriz
Nejriz (pers. نی‌ریز) – miasto w Iranie, w ostanie Fars. W 2006 roku miasto liczyło 45 180 mieszkańców w 11 970 rodzinach.